# Astral
Astral is een Frans historisch merk van motorfietsen.
De bedrijfsnaam was: Ets. Astral, Puteaux, Seine.
Astral begon al in 1919, direct na de Eerste Wereldoorlog, 98- en 122cc-tweetakt-motorfietsen te produceren. Astral hoorde bij de Austral-groep, die al sinds 1908 bestond en die in deze periode vrijwel identieke machines maakte. De productie van Astral eindigde in 1922.